# Gasosaurus constructus
Il gasosauro (Gasosaurus constructus) era un dinosauro carnivoro di medie dimensioni vissuto in Cina nel Giurassico medio (160-155 milioni di anni fa). Gasosaurus vuol dire "lucertola del gas"; fu descritto da Dong e Tang nel 1985. Di dimensioni modeste, il gasosauro era lungo circa quattro metri e pesava 150 kg.

## Tra celurosauri e carnosauri
Questo dinosauro doveva ricordare nell'aspetto i megalosauridi: probabilmente era dotato di testa grossa armata di denti acuminati, collo corto, zampe posteriori possenti e zampe anteriori corte ma robuste. Sembra, però, che fosse leggermente più evoluto rispetto a Megalosaurus e simili. Alcune caratteristiche dello scheletro, infatti, ricordano i celurosauri e altre ancora i carnosauri. Gasosaurus, in sostanza, potrebbe essere stato un primitivo rappresentante degli Avetheropoda, ovvero quel gruppo di teropodi dai caratteri simili a quelli degli uccelli.

## Piccolo cacciatore di grosse prede
Il gasosauro, nonostante le dimensioni non propriamente gigantesche probabilmente cacciava in piccoli gruppi grosse prede come giovani sauropodi e stegosauri primitivi. Nella formazione di Shaximiao inferiore, dove sono stati rinvenuti i fossili di questo dinosauro, i resti più comuni appartengono infatti ai suddetti erbivori. Nello stesso giacimento sono stati rinvenuti anche resti di un dinosauro simile a Gasosaurus, Kaijiangosaurus: forse i due animali rappresentano un solo genere.